# Categorische verdeling
In de kansrekening en de statistiek is een categorische verdeling, ook wel een gegeneraliseerde bernoulli-verdeling genoemd, een discrete kansverdeling die de kansen beschrijft op elk van {\displaystyle k} mogelijke uitkomsten, categorieën, die slechts van nominale schaal hoeven te zijn. De categorische verdeling is het speciale geval van de multinomiale verdeling voor één trekking.

## Definitie
De categorische verdeling op de {\displaystyle k} categorieën {\displaystyle c_{1},\ldots ,c_{k}} met parameters {\displaystyle p_{1},\ldots ,p_{k}} wordt gegeven door de kansfunctie:
{\displaystyle p(c_{i})=p_{i}}
Er geldt dus {\displaystyle p_{i}>0} en {\displaystyle p_{1}+\ldots +p_{k}=1}.
De categorische verdeling is de verdeling van de overeenkomstige categorische variabele.
De mgelijke uitkomsten {\displaystyle c_{1},\ldots ,c_{k}} worden wel voorgesteld door de rijtjes van een 1 en {\displaystyle k-1} nullen, waarbij de uitkomst {\displaystyle c_{i}} wordt opgevat als het rijtje met de 1 op plaats {\displaystyle i}.

## Voorbeelden
De kansverdeling van een enkele worp met een mogelijk onzuivere dobbelsteen is een categorische verdeling met de ogenaantallen als de 6 categorieën en parameters {\displaystyle p_{1},\ldots ,p_{6}}. Voor een zuivere dobbelsteen geldt {\displaystyle p_{1}=\ldots =p_{6}=1/6}.
De verdeling van de bevolking over de Nederlandse provincies is een categorische verdeling met de twaalf provincies als de categorieën en als parameters de relatieve bevolkingsaantallen.